# Fabio Borini
Fabio Borini, född 29 mars 1991, är en italiensk fotbollsspelare som spelar för Fatih Karagümrük.

## Klubbkarriär
Han började att spela fotboll i Bologna innan han flyttade som ungdomsproffs till Chelsea 2007, innan han återvände till Italien och Parma under sommaren 2011. Inför säsongen 2011/2012 blev han utlånad till AS Roma, för att sedan i januari bli kontrakterad av AS Roma. Borini skrev under ett långtidskontrakt med Liverpool FC den 13 juli 2012. Han tilldelades tröjnummer 29. 

### Liverpool FC
Den 13 juli 2012 meddelar Liverpool FC att de har värvat den 21-årige italienaren från Roma. Summan landade på £10,4M. Det var Brendan Rodgers första värvning i Liverpool.

### AC Milan (lån)
Den 30 juni 2017 lånades Borini ut till Milan över säsongen 2017/2018.

### Hellas Verona
Den 14 januari 2020 värvades Borini av Hellas Verona, där han skrev på ett halvårskontrakt.

### Fatih Karagümrük
I december 2020 värvades Borini av turkiska Fatih Karagümrük.

## Landslagskarriär
Den 13 november 2009 gjorde han sin debut i Italiens U21-landslag i en 2–0-förlust mot Ungern. Borini blev utnämnd till lagkapten i Italiens U19-landslag inför U19-Europamästerskapet i fotboll för herrar 2010, dock så åkte de ut i gruppspelet utan ha gjort ett enda mål.

### Webbkällor
- Fabio Borini på Soccerway (engelska)
- ”Chelsea profil”. Chelsea FC. Arkiverad från originalet den 6 januari 2009. https://web.archive.org/web/20090106055144/http://www.chelseafc.com/page/TheReservesProfiles/0%2C%2C10268~1233186%2C00.html. Läst 25 oktober 2010.
- Fabio Borini på Soccerbase (engelska)
- ”ESPN: Profil”. ESPNsoccernet. http://soccernet-assets.espn.go.com/players/gamelog?id=140931&cc=5901. Läst 25 oktober 2010.